# Ричард Мастрачио
Ричард Алън „Рик“ Мастрачио (на английски: Richard Alan "Rick" Mastracchio) е американски инженер и астронавт на НАСА, участник в четири космически полета и дълговременен престой на МКС по време на Експедиция 39.

## Образование
Ричард Мастрачио завършва колежа Crosby High School в Кънектикът през 1978 г. През 1982 г. получава бакалавърска степен по електроинженерство в щатския университет на Кънектикът. През 1987 г. става магистър по същата специалност в Политехническия институт „Ренселър“ (на английски: Rensselaer Polytechnic Institute), Ню Йорк. През 1991 г. придобива втора магистърска степен по физика от университета „Клиър Лейк“, Хюстън, Тексас. Владее перфектно писмено и говоримо руски език.

## Служба в НАСА
Ричард Мастрачио започва работа в НАСА през 1990 г. като инженер в отдела по полетните операции. Избран е за астронавт от НАСА на 1 май 1996 г., Астронавтска група №16. Взема участие в четири космически полета. Има в актива си девет космически разходки с обща продължителност 53 часа и 04 минути – 5-о постижение към 2014 г.
| Космически полет на Ричард Алън Мастрачио                 | Космически полет на Ричард Алън Мастрачио | Космически полет на Ричард Алън Мастрачио | Космически полет на Ричард Алън Мастрачио | Космически полет на Ричард Алън Мастрачио | Космически полет на Ричард Алън Мастрачио | Космически полет на Ричард Алън Мастрачио |
| №                                                         | Дата                                      | КК                                        | Емблема на мисията                        | Функции                                   | Продължителност                           |                                           |
| --------------------------------------------------------- | ----------------------------------------- | ----------------------------------------- | ----------------------------------------- | ----------------------------------------- | ----------------------------------------- | ----------------------------------------- |
| 1                                                         | 8 септември 2000                          | „Атлантис“, мисия STS-106                 |                                           | Специалист на мисията                     | 11 денонощия 19 часа 12 мин. 15 сек.      |                                           |
| 2                                                         | 8 август 2007                             | „Индевър“, мисия STS-118                  |                                           | Специалист на мисията                     | 12 денонощия 17 часа 55 мин. 34 сек.      |                                           |
| 3                                                         | 5 април 2010                              | „Дискавъри“, мисия STS-131                |                                           | Специалист на мисията                     | 15 денонощия 02 часа 47 мин. 11 сек.      |                                           |
| 4                                                         | 7 ноември 2013                            | „Союз ТМА-11М“, Експедиция 39 на МКС      |                                           | Бордови инженер                           | 187 денонощия 21 часа 44 мин.             |                                           |
| Сумарно време в космоса – 227 денонощия 13 часа 38 минути |                                           |                                           |                                           |                                           |                                           |                                           |